# ARM Cortex-A73
Az 
ARM Cortex-A73 (kódnevén Artemis) egy ARMv8-A 64 bites utasításkészletet implementáló központi egység,
alacsony fogyasztású, nagy teljesítményű ARM mikroarchitektúra.
Az ARM Holdings Sophia Antipolis-beli tervezőközpontja tervezte.
A Cortex-A73 egy 2 utasítás széles dekódolású sorrendtől eltérő (out-of-order) szuperskalár futószalagos processzor. 
Elődje a Cortex-A72, és a tervezők szerint ennél 30%-kal nagyobb teljesítményt, vagy 30%-kal nagyobb energiahatékonyságot nyújt.
A processzor a mobil piacon való felhasználást célozza. A Cortex-A73 egy teljesítménymag, amelyet a jobb teljesítmény/energiahatékonyság elérése érdekében gyakran kombinálnak több kisebb teljesítményű maggal (pl. Cortex-A53) big.LITTLE konfigurációban.

## Tervezés
A Cortex-A73 kialakítása a 32 bites ARMv7-A Cortex-A17 tervein alapul, hangsúlyozva energiahatékonyságot és a tartós csúcsteljesítményt. 
A Cortex-A73 elsősorban a mobil számítástechnikát célozza meg. 
Az elemzésekben a Cortex-A73 jobb órajelenkénti utasításszámot (IPC) mutatott az egész (integer, fixpontos) számítások körében,
bár alacsonyabb lebegőpontos IPC-t a Cortex-A72-höz képest.

## Licencelés
A Cortex-A73 a licencelőknek SIP magként áll rendelkezésére,
és kialakítása alkalmassá teszi más SIP-magokkal együtt
(például GPU, képernyővezérlő, DSP, képfeldolgozó processzor stb.)
egy áramkörben egylapkás rendszert (SoC) alkotó egységbe történő integrálására.
A Cortex-A73 egyben az első ARM mag, amely az ARM „Built on ARM” licencén keresztül a licenctulajdonos által módosítható.
A Kryo 280 volt az első kibocsátott félkész termék, bár a „gyári” Cortex-A73-as állományhoz képest végrehajtott módosításokat nem jelentették be.

## Termékek
A 2016-ban kibocsátott HiSilicon Kirin 960 processzor 2,36 GHz-es órajelen fut, 4 Cortex-A73 magot tartalmaz a „nagy” magok szerepében a kétklaszteres big.LITTLE konfigurációban, 4 „kis” Cortex-A53 maggal együtt.
A 2,56 GHz-en futó MediaTek Helio X30 tízmagos big.LITTLE elrendezésben 2 Cortex-A73 magot tartalmaz a „nagy” magok szerepében 
4 Cortex-A53 és 4 Cortex-A35 „kis” maggal együtt.
A Qualcomm által 2017 márciusában a Snapdragon 835-ben kibocsátott Kryo 280
egy módosított Cortex-A73 magot használ.
Az egylapkás rendszer (SoC) 8 Kryo 280 magot használ big.LITTLE elrendezésben, két 4 magos blokkban, melyek 2,456 GHz és 1,906 GHz-en futnak.
A Qualcomm által a „gyári” Cortex-A73 állománymaghoz képest végrehajtott módosítások nem ismertek,
de az egyedileg alakított Kryo 280 magok megnövekedett egész IPC-t (sebességet) mutatnak. 
A Kryo 260 szintén Cortex-A73 magokat használ, bár alacsonyabb órajelen, mint a Kryo 280, és Cortex-A53 magokkal kombinálva.
Cortex-A73 típusú magok találhatók számos középkategóriás chipkészletben is,
például a Samsung Exynos 7885, MediaTek Helio P sorozatú és más HiSilicon Kirin modellekben.
Mint a Snapdragon 636/660, ezek a csipkészletek 4 A73 magot és 4 A53 magot tartalmaznak egy big.LITTLE konfigurációban,
bár a Samsung néhány alsóbb kategóriás modelljében csak 2 A73 mag és 6 kisebb teljesítményű A53 mag található.

## Fordítás
Ez a szócikk részben vagy egészben  az   ARM Cortex-A73 című angol Wikipédia-szócikk ezen változatának fordításán alapul.  Az eredeti cikk szerkesztőit annak laptörténete sorolja fel. Ez a jelzés csupán a megfogalmazás eredetét és a szerzői jogokat jelzi, nem szolgál a cikkben szereplő információk forrásmegjelöléseként.